# Postal
Postal — це ізометрична відеогра-шутер з виглядом згори, розроблена компанією Running with Scissors і видана 1997 року Ripcord Games. Гра відома суперечливим сюжетом, згідно з яким гравець керує божевільним чоловіком, який убиває різних людей у своєму місті, зокрема цивільних.
У березні 2001 року перевидання гри під назвою Postal Plus включало доповнення «Спеціальна доставка». Продовження гри, Postal 2, вийшло у 2003 році. Ще два продовження, Postal III та Postal 4: No Regerts, вийшли у 2011 та 2022 роках відповідно. Режисер Уве Болл купив права на екранізацію серії і зняв однойменний фільм у 2007 році. Ремейк гри, Postal Redux, вийшов для Microsoft Windows 20 травня 2016 року, а пізніше був випущений для цифрових магазинів PlayStation 4 і Nintendo Switch. Наприкінці 2016 року вихідний код гри був випущений лише під ліцензією GNU GPL-2.0. Наприкінці 2019 року компанія Running With Scissors випустила гру як безкоштовне програмне забезпечення.

## Ігровий процес
Postal — це шутер з ізометричною проекцією. Ігровий процес та інтерфейс схожі на тогочасні шутери від першої особи, але не за всіма параметрами.
Рух завжди відбувається відносно орієнтації персонажа гравця (дослівно «Поштовий чувак», The Postal Dude, від ідіоми «Going postal» — збожеволіти, оскаженіти на робочому місці). Тому гравець завжди повинен знати, в якому напрямку стоїть персонаж.
Існує вісім комірок для зброї, кожна з яких має фіксовану кількість максимальних боєприпасів. За замовчуванням зброєю є слабкий кулемет з необмеженою кількістю набоїв. Хоча це не має практичного значення, гравець може приховати свою зброю, натиснувши клавішу тильда. Інша зброя та боєприпаси підбираються на рівнях, як і бонуси здоров'я та броні.
На відміну від багатьох шутерів від першої особи, мета полягає не в тому, щоб залишитися в живих і просто перейти на наступний рівень, а в тому, щоб вбити заданий відсоток озброєних NPC на карті. Лише після цього активується перехід на наступний рівень, хоча гравець може продовжити вбивства NPC.

## Сюжет
Чоловіка, якого називають просто Поштовий Чувак, виселили зі свого будинку. Він вважає, що Військово-повітряні сили США випускають в повітря над його містечком Парадайз якусь речовину і що він єдиний, кого не зачепила зумовлена речовиною «чума ненависті». Він пробирається від свого будинку до бази ВПС через різні локації, серед яких гетто, залізнична станція, стоянка для трейлерів, зупинка вантажівок і страусина ферма. Протягом ігрового процесу можна почути голос у голові головного героя (озвучений Ріком Гантером), який глузує зі своїх жертв за допомогою зашифрованого абсурду, часто через послідовні вбивства або при перемиканні через арсенал гравця.
Після нальоту на військово-повітряну базу він намагається влаштувати різанину в початковій школі. Незважаючи на всі його зусилля, зброя не має жодного впливу на дітей. Потерпаючи від психічного розладу серед безневинного сміху, він опиняється в психіатричній лікарні, а на екрані з'являються пекельні картини: тіло, прикуте ланцюгами в коридорі, головний герой у гамівній сорочці, згорнутий у позі ембріона; великим планом його обличчя (хоча й закрите маскою) та двері до його камери під номером 593. Безтілесний голос, можливо, психолога, розповідає про психічний стан головного героя: він припускає, що стрес міського життя міг бути першопричиною його буйства, що спонукало його з'їхати з глузду. Відсутність будь-яких згадок про втручання військових у справи цивільного населення переконливо свідчить про те, що вбивства Поштового Чувака були результатом його власних параноїдальних марень. На тлі спотвореного аудіозапису психолог робить заключне зауваження: «Можливо, ми ніколи не дізнаємося, що саме його підштовхнуло, але будьте певні, у нас буде достатньо часу, щоб його вивчити». Після завершення титрів чути маніакальний регіт, коли екран чорніє, тож протагоніст міг втекти з божевільні, щоб продовжувати чинити насильство.
Через суперечки навколо виходу гри, а також численні, не пов'язані між собою стрілянини в американських школах у наступні роки, у 2016 році кінцівку гри було змінено. Замість демонстрації початкової школи прийшло видіння гравця, який стає свідком поховання невідомої людини на гнилому полі, хоча можна припустити, що це його власне поховання. Завершення гри на найскладнішому рівні передбачає включення невідомих чоловіка та жінки, які оплакують могилу. Обидва результати призводять до схожого психічного розладу та ідентичної кат-сцени в лікарні, що складається з анімованих кадрів, накладених на нерухомі зображення з оригінального релізу.

## Історія

### Розробка
Гра була натхнення серією злочинів у США в 1980-1990-і роки, коли співробітники на різних робочих місцях вчиняли вбивства колег. В суспільстві склалося уявлення, що найбільше таких випадків сталося в відділеннях Поштової служби США, хоча статистика суперечить цьому. Поштова служба судилася з цього приводу з Running with Scissors, поки справу не було закрито в 2003 році.
Postal була розроблена компанією Running with Scissors і видана Ripcord Games у 1997 році для Windows і MacOS.

### Реліз
Postal: Special Delivery, доповнення до оригінальної Postal, вийшло 28 серпня 1998 року і містило чотири нові рівні, а також різних нових персонажів і голоси. Один рівень, зокрема, був пародією на Wal-Mart і починався з того, що демон Чувака докоряв магазину за те, що він не продає Postal, що передвіщало нестандартний гумор, який можна було побачити в Postal 2.
У 2000 році вийшла японська версія Postal під назвою Super Postal з японською озвучкою і двома ексклюзивними рівнями — Токіо і Осака. Ці рівні залишалися ексклюзивними для Super Postal до виходу Postal Redux у 2016 році.
Перевидання гри, що вийшло у березні 2001 року під назвою Postal Plus, містило доповнення «Спеціальна доставка». Того ж року Loki Entertainment перенесла його на Linux.
У 2002 році Postal Plus (відома в Європі як Postal: Classic and Uncut) об'єднала Postal і доповнення «Спеціальна доставка», а роздрібні копії також містили демо-версію Postal 2.
Postal Plus вийшла на цифровому дистриб'юторі GOG.com у 2009 році, а через кілька років — у Steam. У 2013 році її оновили, додавши підтримку широкоекранної роздільної здатності та сучасного обладнання. Однак багатокористувацький компонент і редактор рівнів було вилучено. У 2015 році її було оновлено з повною підтримкою контролера Xbox 360.
У 2015 році розробники оголосили, що випустять початковий код гри, «якщо хтось пообіцяє портувати її на Dreamcast». У червні 2016 року розробники передали вихідний код розробнику спільноти, який портував гру на Linux для КПК OpenPandora. 28 грудня 2016 року вихідний код був випущений на Bitbucket під ліцензією GNU GPL-2.0.
14 лютого 2022 року незалежний видавець Wave Game Studios оголосив, що порт гри на Sega Dreamcast вийде 2 червня за офіційною ліцензією Running with Scissors.

## Реакція
| Агрегатор    | Оцінка |
| ------------ | ------ |
| GameRankings | 57.00% |
| Metacritic   | 56/100 |

| Видання        | Оцінка |
| -------------- | ------ |
| GameRevolution | B-     |
| GameSpot       | 6.6/10 |

Postal отримала змішані відгуки від критиків. На Metacritic вона отримала 56/100 балів. NPD Techworld, фірма, яка відстежувала продажі в США, повідомила, що до грудня 2002 року було продано 49 036 одиниць Postal.
Журнал «Next Generation» рецензував комп'ютерну версію гри, оцінивши її на чотири зірки з п'яти, і заявив, що «Загалом, Postal — це гра, яка не відкриває абсолютно нічого нового, але її жартівливий стрілецький екшн поєднується з більш ніж середнім шутером, що додає новизни до жанру».
Марк Іст з GameSpot поставив грі 6,6/10 балів і прокоментував її: «Відсутність тривалості в однокористувацькому режимі та спрощені можливості мультиплеєра роблять Postal в кращому випадку помірно веселою грою». Щодо агресивної особистості Поштового Чувака Іст коментує фрази Поштового Чувака з його щоденника, які вказують на те, що у Поштового Чувака щось не зовсім в порядку з головою.
У ретроспективі оглядач GamingOnLinux Геміш Пол Вілсон поставив грі 7/10, коментуючи, що «не можна заперечувати, що Postal має певні недоліки навіть у порівнянні з деякими іншими іграми, які були випущені приблизно в той самий час, і час, безумовно, не був дуже добрим до самої назви. Але концепції, які досліджує гра, ідеї, які вона висловлює, і багато з їхніх фактичних реалізацій настільки цікаві та переконливі, що можна зазирнути крізь багато з цих недоліків і побачити приховану перлину, яка лежить під ними».
Рецензент з журналу «Pyramid» № 30 (березень/квітень 1998 року) стверджував, що «Багато людей вважали, що передумови для гри хворі. Що ж, це так. Але саме це робить її веселою. Тут немає пошуків таємних, загублених скарбів. Немає годинника, який цокає, коли ви відчайдушно намагаєтесь врятувати світ. Немає інопланетних космічних кораблів чи фантастичних сил. Є лише старе-добре, психологічне насильство — те, що наші засоби масової інформації роками показують нам у прайм-тайм».

## Redux
Команда Running with Scissors розробила ремейк Postal під назвою Postal Redux на рушієві Unreal Engine 4. Проект був анонсований як Postal: Redux у листопаді 2014 року, потім планувався реліз у 2015 році для Linux, macOS та Microsoft Windows. На додаток до цих платформ, Running with Scissors оголосили про вихід Postal Redux для PlayStation 4 у лютому 2016 року. Версія для Microsoft Windows вийшла 20 травня 2016 року, тоді як версії для Linux, macOS та PlayStation 4 були заплановані на пізніший реліз. Версія для PlayStation 4 була скасована до червня 2017 року, а Джарет Шахтер з Running with Scissors звинуватив у цьому недостатній рівень продажів версії для ПК. MD Games портували Postal Redux на Nintendo Switch, випустивши її через Nintendo eShop 16 жовтня 2020 року. Компанія також випустила версію для PlayStation 4, яка вийшла 5 березня 2021 року.